# ليوبولدين كونستانتين
ليوبولدين كونستانتين (بالألمانية: Leopoldine Konstantin)‏ هي ممثلة نمساوية، ولدت في 12 مارس 1886 ببرنو في التشيك، وتوفيت في 14 ديسمبر 1965 بفيينا في النمسا.

## وصلات خارجية
- ليوبولدين كونستانتين على موقع IMDb (الإنجليزية)
- ليوبولدين كونستانتين على موقع ألو سيني (الفرنسية)
- ليوبولدين كونستانتين على موقع أول موفي (الإنجليزية)
- ليوبولدين كونستانتين على موقع قاعدة بيانات برودواي على الإنترنت (الإنجليزية)
- ليوبولدين كونستانتين على موقع قاعدة بيانات الأفلام السويدية (السويدية)
- ليوبولدين كونستانتين على موقع قاعدة بيانات الفيلم (الإنجليزية)
- ليوبولدين كونستانتين على موقع كينوبويسك (الروسية)